# Tiếng Kri
Tiếng Kri (Krìì) là một ngôn ngữ thuộc ngữ chi Việt được mô tả gần đây. Người nói tiếng Kri sống ở thung lũng Thượng Ñrong (Nam Noy) của tỉnh Khammouane, Lào, cũng như các địa điểm khác trong khu bảo tồn đa dạng sinh học Nakai-Nam Theun. Ngôn ngữ này thông hiểu với tiếng Pròòngq nói ở một số làng ở hạ nguồn so với tiếng Kri (Enfield & Diffloth 2009).
Người Kri tự gọi mình là mleeng Kri và ngôn ngữ của họ là meengq Kri. Họ có lối sống đốt rừng làm nương rẫy, cứ 2–3 năm chuyển nơi ở (Chamberlain 1998). Mỗi khi người thân mất, người Kri phá nhà cũ đi, lấy vật liệu căn nhà cũ này để xây dựng một ngôi nhà mới ở một địa điểm khác. Ngoài tiếng Kri, nhiều người lớn, đặc biệt là nam giới, cũng thông thạo tiếng Việt, Saek, Bru hay Lào.